# 국민당 (필리핀)
필리핀 국민당(Nacionalista Party)은 1907년 4월 25일을 기하여 창당된 현재 필리핀 정당이다.

## 같이 보기
- 필리핀의 정당
- 자유당 (필리핀)